# Кігинський район
Кіги́нський район (рос. Кигинский район, башк. Ҡыйғы районы) — адміністративна одиниця Республіки Башкортостан Російської Федерації.
Адміністративний центр — село Верхні Кіги.

## Населення
Населення району становить 16856 осіб (2019, 19137 у 2010, 19825 у 2002).

## Адміністративно-територіальний поділ
На території району утворено 9 сільських поселень, які називаються сільськими радами:
| Поселення                      | Площа, км² | Населення, осіб (2002) | Населення, осіб (2010) | Населення, осіб (2019) | Центр       | Населені пункти |
| ------------------------------ | ---------- | ---------------------- | ---------------------- | ---------------------- | ----------- | --------------- |
| Абзаєвська сільська рада       | 181,67     | 1302                   | 1337                   | 1073                   | Абзаєво     | 3               |
| Арслановська сільська рада     | 285,94     | 2233                   | 2208                   | 1833                   | Арсланово   | 7               |
| Верхньокігинська сільська рада | 295,21     | 7250                   | 6991                   | 6702                   | Верхні Кіги | 4               |
| Душанбековська сільська рада   | 74,81      | 1163                   | 1168                   | 957                    | Душанбеково | 4               |
| Єланлінська сільська рада      | 177,56     | 1754                   | 1534                   | 1338                   | Єланліно    | 3               |
| Ібраєвська сільська рада       | 105,64     | 1785                   | 1758                   | 1435                   | Ібраєво     | 5               |
| Кандаковська сільська рада     | 112,79     | 1286                   | 1227                   | 1008                   | Кандаковка  | 4               |
| Леузинська сільська рада       | 310,75     | 1472                   | 1374                   | 1231                   | Леуза       | 4               |
| Нижньокігинська сільська рада  | 143,99     | 1580                   | 1540                   | 1279                   | Нижні Кіги  | 5               |

## Найбільші населені пункти
| №  | Населений пункт | Населення, осіб (2002) | Населення, осіб (2010) |
| -- | --------------- | ---------------------- | ---------------------- |
| 1  | Верхні Кіги     | 6 872                  | 6 637                  |
| 2  | Нижні Кіги      | 1 393                  | 1 380                  |
| 3  | Леуза           | 1 098                  | 1 076                  |
| 4  | Єланліно        | 893                    | 796                    |
| 5  | Арсланово       | 665                    | 719                    |
| 6  | Юкалікулево     | 640                    | 648                    |
| 7  | Душанбеково     | 644                    | 622                    |
| 8  | Абзаєво         | 568                    | 558                    |
| 9  | Алагузово       | 521                    | 554                    |
| 10 | Юсупово         | 527                    | 529                    |

## Відомі особистості
В поселенні 1948 року народилася Хасанова Венера Гініятівна (*1948) — башкирська театральна акторка.